# Entre les murs
Pour l'adaptation cinématographique, voir Entre les murs (film).
Entre les murs est un roman de François Bégaudeau, paru en 2006 et ayant reçu le prix France Culture-Télérama. 

## Résumé
S'inspirant du vécu de l'auteur, ce roman cherche à rendre compte, au plus près du réel, de la vie d'une classe du collège Mozart dans une ZEP du 19e arrondissement de Paris. Un jeune professeur de lettres s'efforce d'enseigner à des élèves d'origines multiples un français et une culture finalement bien éloignés des leurs.

## Distinctions
Ce livre, troisième roman de l'auteur, lui vaut de recevoir le premier prix France Culture-Télérama en 2006 et la reconnaissance tant de la critique que du public puisqu'il s'est écoulé à plus de 170 000 exemplaires.

## Adaptation
Il constitue la matière première du scénario du film Entre les murs, de Laurent Cantet sorti en 2008, tentative de prolongement cinématographique du même projet, qui a obtenu la Palme d'or du Festival de Cannes 2008.

## Éditions
- Entre les murs, éditions Verticales, 2006  (ISBN 2-07077-691-3).
- Entre les murs, éditions Gallimard, collection Folio, 2007  (ISBN 2-07034-290-5).